# Ouatinoma (Zitenga)
Pour les articles homonymes, voir Ouatinoma.
Ne doit pas être confondu avec Watinoma ou Watinooma.
Ouatinoma, parfois orthographié Watinoma, est une localité située dans le département de Zitenga de la province de l'Oubritenga dans la région Plateau-Central au Burkina Faso.

## Santé et éducation
Le centre de soins le plus proche de Ouatinoma est le centre de santé et de promotion sociale (CSPS) de Zitenga. Le centre médical avec antenne chirurgicale (CMA) de la province se trouve à Ziniaré.